# 变身战士阿龙
《变身战士阿龙》是在北京电视台播出的特摄，因为以动画片进行审批而被停止播放。全15集。

## 人物
- 阿龙
- 刘佳

## 劇組人员
- 导演:王洪超

## 演员
- 汪亚朝
- 吴汝俊
- 温智美
- 牛骏峰